# Provincie Valladolid
Provincie Valladolid (výslovnost: [baʎaðolið]) je provincie na severozápadě Španělska v centrální části autonomního společenství Kastilie a León. Žije zde přibližně 525 tisíc obyvatel v celkem 225 obcích. Rozlohu má 8 110 km² a hustota osídlení je 64 obyv./km².
Provincie má pro svou polohu a plochý povrch strategický význam jako dopravní uzel. Prochází tudy trať celostátního významu, která spojuje Madrid se severem Španělska, od Viga (Galicie) po San Sebastián (Baskicko). Prochází tudy také nejkratší pozemská (silniční) spojnice Portugalska s Francií, od severu Portugalska (Porto) na jih Francie (Hendaye).
Provincie kdysi sloužila kastilskému dvoru. Sídlili zde císař Karel V. (I.), král Filip II. a Filip III., a proto se zde dochovala řada hradů a zámků. Hlavní město je památkovou rezervací a je zde významné museum soch. Provincie Valladolid se proslavila také pašijovými průvody (Semana Santa) ve Valladolidu a v obcích Medina de Rioseco a Medina del Campo.

## Geografie
Hraničí s provinciemi Burgos, Palencia a León na severu, s provincií Zamora na západě, s provinciemi Salamanca a Ávila na jihu a s provincií Segovia na východě. Je tak jedinou španělskou provincií, která sousedí jen a pouze s provinciemi stejného autonomního regionu (Kastilie a León). Je také jedinou iberskou provincií, která nemá žádné hory.
Provincie má rozlohu 8 110 km2, leží ve středu Mesety Central, a je pro ni typický jednotvárný terén (v průměru 700 m n. m.); od roviny se odděluje oblast vápenců (několik říčních údolí). Kolem nich jsou kopce jako Montes Torozos, vrch San Cristobal (843 m n. m.) a Sardanedo (854 m n. m.); pak krajina mírných kopců; a mezi nimi takzvané „kopce“ – rokle s příkrými stěnami, jako Prado, Santovenia de la Cabezon, Pisuerga, atd. Nejvyšším bodem je Castrillo de Duero a jeho kopec Cuchillejos (933 m n. m.). Nejníže položeným místem je řeka Douro u Villafranca de Duero (626 m n. m.).

## Klima
Kontinentálně-středozemské klima je typické pro Mesetu Central, leží v provincii Valladolid. Je podobné typickému mediteránnímu, ale s prvky kontinentálního klimatu, s extrémnějšími teplotami. V klimatu se neprojevuje vliv moře, proto jsou tu teploty nejextrémnější v celém Španělsku, s teplotními rozdíly až 18.5 Cº.
Léto je nejsušším obdobím a velmi často teploty dosahují 30 °C, sporadicky přes 35 °C. Ale v zimě bývá jen kolem 0 °C, led se tvoří jen za jasných nocí a sněží sporadicky, objevují se však mrznoucí mlhy. Tento severní španělský region je s ostatními provinciemi Kastilie a Leonu nejstudenějším regionem jižní Evropy. Srážková činnost je velmi obdobná jako jinde ve Středozemí, mezi 400–600 mm, vrcholí na jaře a na podzim. Snižující se vliv moře vede k tomu, že místní klima je sušší.

## Vznik provincie
Valladolidská provincie byla zřízena královským dekretem z 29. října 1833 z podnětu ministra Javiera de Burgos v důsledku Burgosovy správní reformy roku 1833. Sídlem provinčních orgánů je Palacio de Pimentel ve Valladolidu již od roku 1875, kdy byla budova zakoupena provinční vládou.

## Politické rozdělení
Současná provincie není oficiálně správně rozdělená, ale historicky se člení na 8 comarcas:
- Tierra de Campos ("Země polí")
- Montes Torozos ("Torozosské hory")
- Campiña del Pisuerga ("Pisuergská krajina")
- Páramos del Esgueva ("Esguevaská vřesoviště")
- Tierra del Vino ("Země vína")
- Tierra de Pinares ("Země borovic")
- Campo de Peñafiel ("Peñafielské pole")
- Tierra de Medina ("Země Medina")

## Znak provincie
Je odvozen od znaku města: V červeném poli 5 zvlněných špic, rostoucích z pravého boku. Na stříbrném lemu osm zlatých kastelů (porušení heraldických pravidel). Klenot: otevřená královská koruna. Štítonoši: dva přirození lvi s červenými jazyky, držící pergamen (jde vlastně o kartuš kolem znaku v přirozené barvě pergamenu). Jsou naloženi na "vavřínový" kříž sv. Ferdinanda. Štít je ovinut stuhou ve španělských barvách, přeloženou osmi štítky, odpovídající starým soudním okresům.
Kříž svatého Fernanda provincie obdržela stejně jako například Navarra za svůj postoj za Občanské války (byla na straně nacionalistů).Městu Valladolid byl Kříž sv. Ferdinanda s vavříny (Cruz laureada de San Fernando) udělen 17. července 1939 (Navaře již roku 1939). Provinční deputace přijala kříž do svého znaku roku 1943 bez rozhodnutí plenárního zasedání a bez příslušného udělení – zřejmě v upomínku na vyznamenání města Valladolid. V roce 2009 se objevily požadavky levicových politiků na jeho vypuštění ze znaku provincie. Objevil se dokonce názor, že jeho umístění v provinčním znaku (a potažmo ve znaku města) odporuje zákonu (jde o zákon „Ley 52/2007, de 26 de diciembre, comúnmente conocida como la de la «Memoria Histórica», článek 15.1”).